# مایکوپلاسما
مایکوپلاسما (Mycoplasma) نام یک سرده‌ای (Genus) از باکتری‌ها است که شناخته شده‌ترین سرده در شبه‌باکتری‌ها (Mollicutes) می‌باشند و قطری بین 0.1 تا 1 میکرومتر دارند. همچنين برخلاف بسیاری از باکتری‌های دیگر بر روی غشای خود دیوارهٔ سلولی ندارند. نداشتن دیواره سلولی باعث مقاوم شدن این باکتری‌ها در برابر آنتی‌بیوتیک‌های مؤثر بر دیواره مانند پنی سیلین‌ها می‌شود.

## ویژگی‌ها

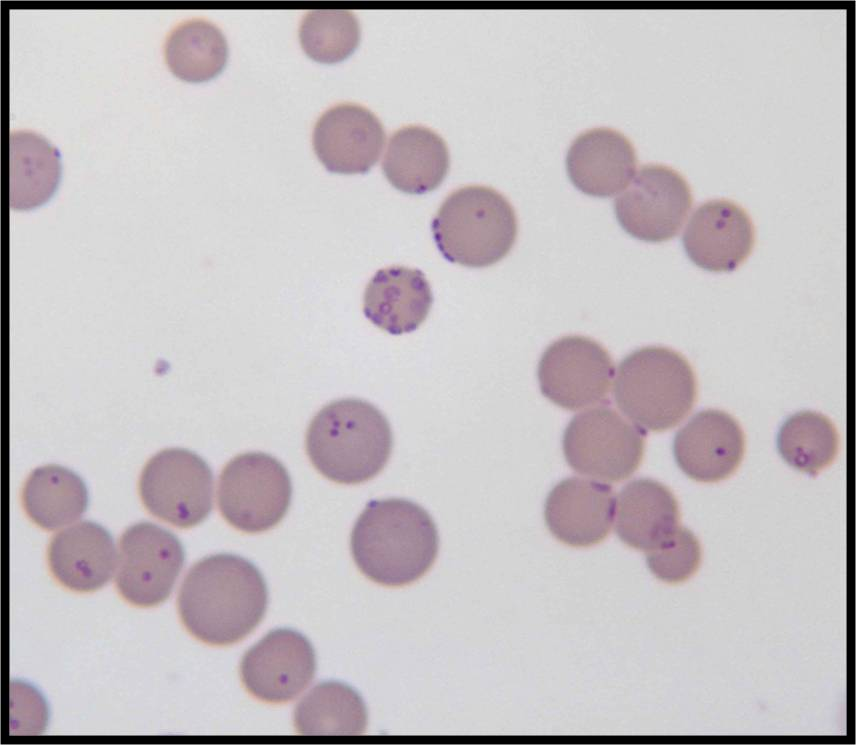

برخی گونه‌های این باکتری‌ها ساپروفیت و برخی انگل و همچنین چندین گونه از آن‌ها برای انسان و بسیاری از جانوران دیگر بیماری‌زا هستند. این باکتری‌ها کوچک‌ترین باکتری‌های کشف شده هستند و قادر به زندگی بدون اکسیژن بوده و به دلیل فقدان دیواره اشکال ظاهری متفاوت و قابل تغییری دارند. این باکتری‌ها فاقد هسته و هر گونه اندامک غشا دار هستند و دارای یک رشتهٔ دی‌ان‌ای و ریبوزوم‌هایی از نوع 70S هستند. این باکتری‌ها اندازهٔ بسیار کوچکی دارند و طول آن‌ها معمولاً کمتر از یک میکرون است. بنابر این مشاهدهٔ آن‌ها با میکروسکوپ‌های نوری معمولی دشوار و بدون جزئیات خواهد بود.

## بیماری‌زایی
چندین گونه از این باکتری‌ها قابلیت بیماری‌زایی در انسان‌ها و سایر موجودات دارند. در انسان گونه مایکوپلاسما پنومونیه باعث سینه پهلو (پنومونی atypical) می‌شود. در ابتدا مایکوپلاسما به سلولهای محافظ غشای مجرای هوایی نفوذ می‌کند. مایکوپلاسما با کشتن این سلولها شروع به ایجاد یک واکنش التهابی در سراسر ناحیه و در برخی از موارد نیز به درون جریان خون نفوذ می‌کند.
در زنان مبتلا به واژینوز باکتریال و بیماری التهابی لگن باکتری مایکوپلاسما ژنیتالیوم یافت شده‌است و مشخص شده که این باکتری باعث عفونت‌های تناسلی در زنان می‌شود و قابل انتقال از طریق تماس جنسی هستند. این باکتری همچنین می‌تواند باعث افزایش ریسک زایمان زودرس، ناباروری، سقط جنین و عفونت گردن رحم شود. چندین گونه از مایوپلاسماها با ابتلای زنان به سرطان‌های اعضای تناسلی مرتبط می‌باشند.
آنتی‌ژن P1 عامل اولیه در بیماری‌زایی این باکتری است و باکتری از طریق این آنتی‌ژن به سلول‌های بافت پوششی متصل می‌شود. مایکوپلاسماها عامل ۱۷ درصد از راش‌ها (ضایعات پوستی) هستند. برخی از این باکتری‌ها ایجاد بیماری‌های در ناحیه تناسلی کرده و برخی قابل انتقال از طریق رابطه جنسی هستند. باکتری M.hominis می‌تواند ایجاد التهاب‌های تناسلی کرده و حتی موجب ناباروری مردان شود.
مایکوپلاسما گالی سپتیکوم و مایکوپلاسما سینوویا دو گونه مهم و پراهمیت در مبتلا کردن و بیماری‌زایی در پرندگان می‌باشند.
مایکوپلاسماها بیشتر از صد گونه دارند و برخی جانوران و گیاهان را آلوده می‌کنند و برخی بندپایان و مهره داران نیز میزبان و ناقل آن‌ها هستند.

## آلودگی‌های آزمایشگاهی
مایکوپلاسماها از عوامل اصلی و شایع آلودگی‌های آزمایشگاهی در محیط‌های کشت سلول و بافت در آزمایشگاه‌ها هستند که توسط اشخاص و لوازم یا محیط‌های کشت پخش و منتقل می‌شوند. این باکتری‌ها می‌توانند باعث القای مشکلات در کروموزوم، تغییر در متابولیسم یا رشد سلول‌ها شوند. آلودگی‌های شدید این باکتری می‌توانند به کلی سلول‌های درون یک محیط کشت را نابود کنند. روش شناسایی آن‌ها استفاده از کاوشگر پیوندی، روش تست الایزا و روش PCR و شناسایی و رنگ آمیزی در آگار است. حدود ۱۱ تا ۱۵ درصد از کشت‌های سلول در آزمایشگاه‌های آمریکا آلوده به این باکتری‌ها هستند. این میزان از آلودگی در کشت‌های سلول در آزمایشگاه‌های اروپا و سایر کشورها به مراتب بیشتر است.

## ارتباط با سرطان
چندین گونه مایکوپلاسما در سلول‌ها و بافت‌های سرطانی در چند گونه سرطان مختلف مشاهده و جداسازی شده‌اند و به نظر می‌رسد این باکتری‌ها به ایجاد سلول‌های سرطانی مرتبط هستند. این باکتری‌ها عبارت اند از:
- M. fermentans[۶][۷][۸][۹][۱۰][۱۱]
- M. genitalium[۱۲]
- M. hominis[۱۳]
- M. hyorhinis[۶][۱۲][۱۴]
- M. penetrans[۶][۷][۸][۹][۱۱]
- U. urealyticum[۱۵]

.

## گونه ها
گونه های بیماریزا در انسان :
- M. amphoriforme
- M. buccale
- M. faucium
- M. fermentans
- M. genitalium
- M. hominis
- M. incognitus
- M. lipophilum
- M. orale
- M. penetrans
- M. pirum
- M. pneumoniae
- M. primatum
- M. salivarium
- M. spermatophilum

سایر گونه ها :
- M. adleri
- M. agalactiae
- M. agassizii
- M. alkalesens
- M. alligatoris
- M. amphoriforme
- M. anatis
- M. anseris
- M. arginini
- M. arthritidis
- M. auris
- M. bovigenitalium
- M. bovirhinis
- M. bovis
- M. bovoculi
- M. buccale
- M. buteonis
- M. californicum
- M. canadense
- M. canis
- M. capricolum
- M. caviae
- M. cavipharyngis
- M. citelli
- M. cloacale
- M. coccoides
- M. collis
- M. columbinasale
- M. columbinum
- M. columborale
- M. conjunctivae
- M. corogypsi
- M. cottewii
- M. cricetuli
- M. crocodyli
- M. cynos
- M. dispar
- M. edwardii
- M. elephantis
- M. ellychniae
- M. equigenitalium
- M. equirhinis
- M. falconis
- M. fastidiosum
- M. faucium
- M. felifacium
- M. feliminutum
- M. feriruminatoris[۱۶]
- M. fermentans
- M. flocculare
- M. gallinaceum
- M. gallinarum
- M. gallisepticum
- M. gallopavonis
- M. gaeteae
- M. genitalium
- M. glycophilium
- M. gypis
- M. haemocanis
- M. haemofelis
- M. haemolamae
- M. haemomuris
- M. haemosuis
- M. hominis
- M. hyopneumoniae
- M. hypopharyngis
- M. hyorhinis
- M. hyosynoviae
- M. iguanae
- M. imitans
- M. incognitus
- M. indiense
- M. iners
- M. iowae
- M. lacutcae
- M. lagogenitalium
- M. leachii
- M. leonicptivi
- M. leopharyngis
- M. lipofaciens
- M. lipophilum
- M. lucivorax
- M. luminosum
- M. maculosum
- M. melaleucae
- M. meleagridis
- M. microti
- M. moatsii
- M. mobile
- M. molare
- M. muscosicanis
- M. muris
- M. mustelae
- M. mycoides
- M. neophronis
- M. neurolyticvum
- M. opalescens
- M. orale
- M. ovipneumoniae
- M. ovis
- M. oxoniensis
- M. penetrans
- M. phocae
- M. phocicerebrale
- M. phocidae
- M. phocirhinis
- M. pirum
- M. pneumoniae
- M. primatum
- M. pullorum
- M. pulmonis
- M. putrefaciens
- M. salivarium
- M. simbae
- M. spermatophilum
- M. spumans
- M. sturni
- M. sualvi
- M. subdolum
- M. suis
- M. synoviae
- M. testudineum
- M. testudinis
- M. verecunum
- M. wenyonii
- M. yeatsii